# Jean-Michel Casa

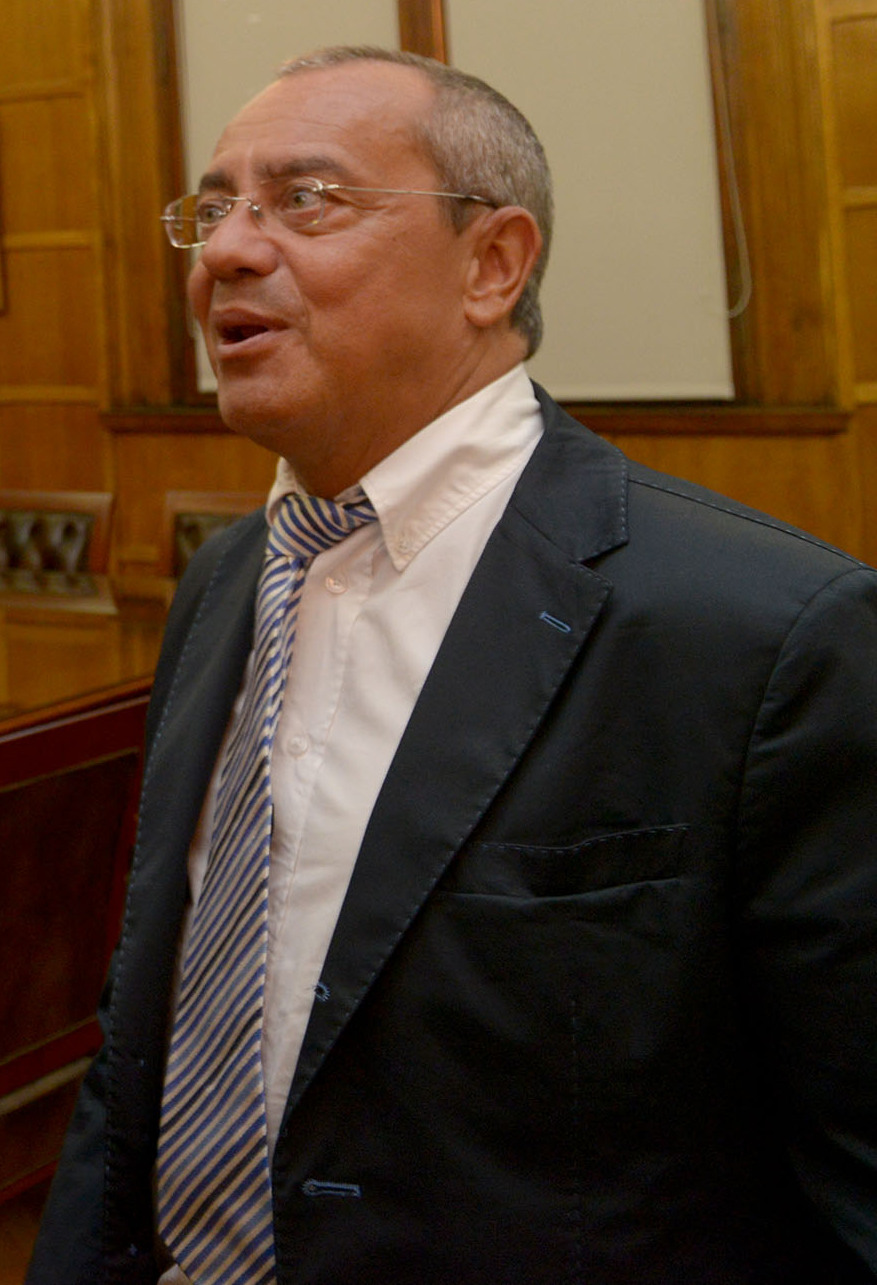
Jean-Michel Casa

Jean-Michel Casa (* 1. August 1957 in Rabat, Marokko) ist ein französischer Diplomat.

## Leben
1979 schloss Jean-Michel Casa sein Studium an der Elitehochschule Institut d'Études Politiques de Paris und 1980 sein Studium der Rechtswissenschaft ab. 1981 wurde er beim Service de l'Administration Générale et des Finances (SAGF) beschäftigt. Von 1982 bis 1984 studierte er an der École nationale d’administration. 1984 trat er in den Dienst des Außenministeriums und arbeitete zunächst bis 1988 in Paris. Von 1988 bis 1989 beriet er Henri Nallet. Von 1993 bis 1996 war er Generalkonsul in Istanbul.
Vom 10. September 2002 bis 25. Oktober 2006 war er Botschafter in Amman. Vom 16. Oktober 2006 bis 30. August 2009 war er Botschafter in Tel Aviv.
| Vorgänger    | Amt                                              | Nachfolger       |
| ------------ | ------------------------------------------------ | ---------------- |
| Bernard Émié | Französischer Botschafter in Jordanien 2002–2006 | Denis Gauer      |
| Gérard Araud | Französischer Botschafter in Israel 2006–2009    | Christophe Bigot |